# Manuel Machado (piłkarz)
Manuel Machado (ur. 24 grudnia 1985 w Luandzie) – angolski piłkarz występujący na pozycji obrońcy, reprezentant kraju.

## Kariera klubowa
Swoją karierę piłkarską Machado rozpoczynał w 2004 roku w portugalskiej Académice Coimbra. Kolejne lata w Portugalii spędzał w GD Tourizense i GD Santacombadense, skąd w 2007 trafił do Anadia FC. Dla Anadii w rozgrywkach Segunda Divisão rozegrał 24 spotkania.
W 2009 wyjechał do Angoli, gdzie dołączył do Recreativo Libolo. Karierę piłkarską zakończył w 2011 w Primeiro de Agosto.
| Sezon   | Klub               | Kraj       | Rozgrywki        | Mecze | Bramki |
| ------- | ------------------ | ---------- | ---------------- | ----- | ------ |
| 2004/05 | Académica Coimbra  | Portugalia | Primeira Liga    |       |        |
| 2005/06 | GD Tourizense      | Portugalia | Segunda Divisão  | 10    | 1      |
| 2006/07 | GD Santacombadense | Portugalia | Terceira Divisão |       |        |
| 2007/08 | Anadia FC          | Portugalia | Segunda Divisão  | 24    | 0      |
| 2009    | Recreativo Libolo  | Angola     | Girabola         |       |        |
| 2010    | Recreativo Libolo  | Angola     | Girabola         |       |        |
| 2011    | Primeiro de Agosto | Angola     | Girabola         |       |        |

## Kariera reprezentacyjna
Machado po raz pierwszy dla drużyny narodowej zagrał 20 listopada 2007 w przegranym 0:3 meczu z Gwineą.
W 2008 roku Luís de Oliveira Gonçalves powołał go do kadry na Puchar Narodów Afryki. Na tym turnieju wraz z reprezentacją dotarł do ćwierćfinału, jednak Machado całe rozgrywki spędził na ławce rezerwowych. Drugie i zarazem ostatnie spotkanie w koszulce reprezentacji Angoli rozegrał 3 marca 2010. Przeciwnikiem była Łotwa, a mecz zakończył się remisem 1:1.
| Mecze i gole w reprezentacji | Mecze i gole w reprezentacji | Mecze i gole w reprezentacji | Mecze i gole w reprezentacji | Mecze i gole w reprezentacji | Mecze i gole w reprezentacji | Mecze i gole w reprezentacji |
| #                            | Data                         | Miasto                       | Przeciwnik                   | Gol                          | Wynik                        | Rozgrywki                    |
| ---------------------------- | ---------------------------- | ---------------------------- | ---------------------------- | ---------------------------- | ---------------------------- | ---------------------------- |
| 1.                           | 20.11.2007                   | Rouen                        | Gwinea                       |                              | 0:3                          | towarzyski                   |
| 2.                           | 03.03.2010                   | Luanda                       | Łotwa                        |                              | 1:1                          | towarzyski                   |